# Adelheid Gapp
Adelheid Gapp (* 19. Februar 1966 in Aldrans, Tirol) ist eine ehemalige österreichische Skirennläuferin. Ihre Spezialdisziplin war der Slalom.

## Biografie
Gapp erreichte während dreier Saisonen im Weltcup insgesamt achtmal eine Platzierung unter den besten 15 in einem Slalomrennen. Erstmals gewann sie am 15. Dezember 1985 im Slalom (Platz 13) von Savognin Weltcuppunkte. Als bestes Weltcupergebnis erzielte sie am 11. März 1986 einen vierten Platz im Slalom von Park City. Einen Monat zuvor war sie Österreichische Meisterin in der Kombination und Vizemeisterin im Slalom geworden. Am 30. November 1987 erzielte Gapp mit dem neunten Platz in Courmayeur ein zweites Ergebnis unter den ersten zehn im Weltcup. Für Weltmeisterschaften oder Olympische Winterspiele konnte sie sich innerhalb der österreichischen Mannschaft jedoch nie qualifizieren. 1988 beendete sie ihre Karriere.

## Erfolge

### Weltcup
- 2 Platzierungen (4. und 9. Platz) unter den besten zehn

### Österreichische Meisterschaften
- Österreichische Meisterin in der Kombination und Vizemeisterin im Slalom 1986